# Resor med moster Augusta
Resor med moster Augusta (engelska: Travels with My Aunt) är en roman från 1969, skriven av  den engelska författaren Graham Greene.
Boken finns även filmatiserad, med svensk titel Min lättfotade moster.

## Handling
Romanen följer Henry Pulling under hans reseäventyr. Pulling är en pensionerad bankdirektör som tillsammans med sin excentriska moster Augusta finner sin väg över hela Europa, och så småningom ännu längre bort. Moster Augusta drar Henry bort från hans tysta förortsexistens till en värld av äventyr och kriminalitet. Under resornas gång delger Augusta berättelser vilka innehåller okonventionella detaljer om hennes förflutna.
När romanen börjar möter Henry Pulling sin åldrande moster Augusta för första gången på över femtio år på sin mors begravning. Trots att de har lite gemensamt börjar en relation växa mellan dem. Under detta första möte berättar Augusta för Henry att hans mamma inte var hans riktiga mor samt att Henrys far har varit död i mer än 40 år. När de lämnar begravningen följer Henry Augusta till hennes hus och möter där hennes älskare Wordsworth - en man från Sierra Leone. Henry dras in i moster Augustas värld av resor, äventyr, romantik och en öppen attityd. Han reser med henne till Brighton där han möter en av hennes gamla bekanta och vinner insikt i en av hennes tidigare liv. Han möter också en spådam som berättar för honom att många resor kommer att ske inom en snar framtid. Denna oundvikliga förutsägelse blir sann för Henry som dras längre och längre in i sin mosters livsstil och gräver djupare i hennes förflutna. Deras resor med Orientexpressen tar dem från Paris till Istanbul , och under resans gång delar moster Augusta berättelser om sitt liv där bilden av en kvinna för vilken kärleken varit det utmärkande draget i hennes liv målas upp. Henry återvänder till sitt tysta liv som pensionär och tar hand om sin trädgård men det livet har inte längre samma lockelse. När han får ett brev från sin moster ger han upp sitt gamla liv för att förenas med henne och hennes livs kärlek i Sydamerika samt gifta sig med en flicka decennier yngre än han själv. Under den fortskridande resan blir det klart för Henry att kvinnan han hade trott varit hans mamma faktiskt är hans moster. Hans riktiga mamma är Augusta och deras återförening på begravningen markerade början på deras pånyttfödda relation.